# Беззубко Євген Миколайович
Євген Миколайович Беззубко (нар. 25 грудня 1971, с. Озерна, Зборівський район, Тернопільська область, УРСР) — молдовський та український футболіст, півзахисник.

## Життєпис
Вихованець тернопільської спортшколи, перший тренер — М. Завальнюк. У 1992 році, по завершенні військової служби, розпочав футбольну кар'єру в аматорському колективі «Зоря» (Хоростків). На початку 1994 року перейшов до іншого аматорського клубу, «Лисоні» (Бережани). Влітку 1994 року прийняв запрошення від вищолігової «Ниви» (Тернопіль), але восений 1995 року відправився в оренду до «Кристал» (Чортків). Влітку 1996 року виїхав до Молдови, де підсилив «Ністру» (Атаки). Восени 1997 року повернувся до хоростківської «Зорі». На початку 1999 року виїхав до Казахстану, де захищав кольори «Тоболу» (Костанай). Наступного року повернувся до молдовського клубу «Ністру-Уніспорт». Проте вже незабаром знову виїхав до Казахстану, де захищав кольори «Кайсару». У 2002 році перебував у заявці іншого казахстанського клубу, «Актобе-Ленто», але на поле в офіційних матчах за команду не грав. Після цього завершив професіональну кар'єру та повернувся до України, де виступав за аматорські колективи, у тому числі й за «ЧТЕІ Меркурій» (Чернівці) та «Іскру-Поділля».

## Досягнення

### Клубні
«Ністру» (Атаки)
- Кубок Молдови
  -  Фіналіст (1): 1997